# Lustschrei im Urwald
Lustschrei im Urwald ist ein erotischer Abenteuerfilm aus dem Jahr 1970. Regie führte Zygmunt Sulistrowski.

## Handlung
Der Fotograf Robert entdeckt das Model Karen und engagiert sie umgehend für Werbeaufnahmen eines Modelabels. Diese sollen in Afrika entstehen. Als sie ihre Fähre dorthin verpassen, fahren sie mit ihrem Amphicar 770 einfach nach Afrika. Dort angekommen beginnen sie mit den Aufnahmen und Karen verbringt mit ihm eine Nacht. Während ihrer Aufnahmen durchstreifen sie den Dschungel und werden dort von einer Herde Elefanten, einem Affen und einer Netzpython angegriffen. Nach ihren ersten Abenteuern im Dschungel besuchen sie ein Massai-Dorf, in welchem sie ein voreheliches Waschritual vor einem Wasserfall erleben.
Bei einigen Nacktaufnahmen mit Karen bittet er sie, sich einige Stricke um die Hände zu binden. Dies bringt sie so durcheinander, dass sie vor ihm flieht. Nachdem er sie wieder eingeholt hat, erzählt sie ihm, dass sie vergewaltigt wurde und eine Nacht gefesselt an einem Baum verbringen musste. Seit damals hat sie immer wieder Angst vor Fesseln. Er beruhigt sie und zeigt für sie Verständnis.
Als sie über einen Fluss fahren, kommt der Motor ihres Autos ins Stocken und sie verlieren eine Spule des Motors. Sie müssen nun den Wagen durch den Dschungel schieben. Dabei werden sie von Löwen und einer Vogelspinne angegriffen. Robert und Karen gelingt es auch diesen Tieren zu entkommen. Als sie ihn nach einer Eheschließung fragt, erzählt er ihr von seiner großen Liebe. Er hat sie in Hongkong kennengelernt und wieder verlassen.
Nach einiger Zeit erreichen sie den Fluss und lassen sich schließlich von diesem in die nächste Stadt treiben.

## Hintergrundinformationen
Der Film Jungle fever entstand 1970 in Tansania und Uganda. Der Regisseur und Autor Zygmunt Sulistrowski spielte unter dem Pseudonym Darr Poran auch die männliche Hauptrolle, die weitaus jüngere Hauptdarstellerin Carrie Rochelle war seine Freundin.
1976 wurden in Hongkong und Frankreich andere Szenen gedreht, die mit dem alten Film verschnitten wurden; das entstandene Werk kam 1978 als Frissons africains in den Verleih.
Einige Tiere, die im Film gezeigt werden, leben nicht in Afrika wie z. B. der Netzpython.